# Futbol'nyj Klub Terek 2012-2013
Questa voce raccoglie le informazioni riguardanti il Futbol'nyj Klub Terek' nelle competizioni ufficiali della stagione 2012-2013.

## Stagione
Nel 2012-2013 si piazza 7º con 48 punti, 2 in meno del Rubin che si qualifica per l'Europa League e in Coppa di Russia arriva di nuovo fino ai quarti.

## Organigramma societario

### Staff tecnico
| Allenatore:              | Stanislav Čerčesov    |
| Allenatore dei portieri: | Byte Abdulzhalilovich |
| Collaboratore tecnico:   | Ruslan Shaaevich      |
| Preparatore atletico:    | Shuffling Cope        |
| Preparatore atletico:    | Leonid Il'ic          |
| Preparatore atletico:    | Alexander Gordienko   |

## Rosa
| N. |                      | Ruolo | Calciatore         |
| -- | -------------------- | ----- | ------------------ |
| 1  | Russia (bandiera)    | P     | Igor' Usminskij    |
| 3  | Russia (bandiera)    | D     | Dmitrij Jatčenko   |
| 4  | Finlandia (bandiera) | D     | Juhani Ojala       |
| 5  | Brasile (bandiera)   | D     | Antonio            |
| 6  | Brasile (bandiera)   | C     | Adílson            |
| 7  | Uruguay (bandiera)   | C     | Facundo Píriz      |
| 8  | Brasile (bandiera)   | C     | Maurício           |
| 9  | Brasile (bandiera)   | A     | Aílton             |
| 10 | Russia (bandiera)    | C     | Adlan Kacaev       |
| 11 | Russia (bandiera)    | A     | Magomed Mitrišev   |
| 12 | Ucraina (bandiera)   | P     | Jaroсlav Hodzjur   |
| 13 | Russia (bandiera)    | A     | Zaur Sadaev        |
| 15 | Russia (bandiera)    | C     | Aleksandr Pavlenko |
| 19 | Russia (bandiera)    | C     | Oleg Ivanov        |
| 20 | Brasile (bandiera)   | C     | Kanu               |

| N. |                        | Ruolo | Calciatore          |
| -- | ---------------------- | ----- | ------------------- |
| 21 | Russia (bandiera)      | C     | Oleg Vlasov         |
| 24 | Polonia (bandiera)     | D     | Marcin Komorowski   |
| 25 | Polonia (bandiera)     | D     | Piotr Polczak       |
| 31 | Polonia (bandiera)     | C     | Maciej Rybus        |
| 40 | Russia (bandiera)      | D     | Ryzvan Ucyev (Cap.) |
| 52 | Rep. Ceca (bandiera)   | D     | Martin Jiránek      |
| 55 | Russia (bandiera)      | C     | Igor' Lebedenko     |
| 77 | Russia (bandiera)      | A     | Stanislav Murichin  |
| 80 | Ciad (bandiera)        | A     | Ezechiel N'Douassel |
| 85 | Bielorussia (bandiera) | P     | Anton Amel'čanka    |
| 87 | Russia (bandiera)      | D     | Fëdor Kudrjašov     |
| 89 | Polonia (bandiera)     | C     | Maciej Makuszewski  |
| 90 | Russia (bandiera)      | D     | Murad Tagilov       |
| 99 | Belgio (bandiera)      | C     | Jonathan Legear     |

## Risultati

### Prem'er-Liga
| Samara 22 luglio 2012 1ª giornata | Kryl'ja Sovetov Samara | 1 – 1 referto | Terek Groznyj | Stadio Metallurg (Samara) |

| Groznyj 30 luglio 2012 2ª giornata | Terek Groznyj | 1 – 0 referto | Krasnodar | Achmat-Arena |

| Vladikavkaz 4 agosto 2012 3ª giornata | Alanija Vladikavkaz | 5 – 0 referto | Terek Groznyj | Respublikanskij stadion Spartak |

| Groznyj 11 agosto 2012 4ª giornata | Terek Groznyj | 2 – 0 referto | Volga Nižnij Novgorod | Achmat-Arena |

| Chimki 19 agosto 2012 5ª giornata | Dinamo Mosca | 1 – 2 referto | Terek Groznyj | Arena Chimki |

| Groznyj 25 agosto 2012 6ª giornata | Terek Groznyj | 2 – 1 referto | Spartak Mosca | Achmat-Arena |

| Kazan' 1º settembre 2012 7ª giornata | Rubin | 1 – 2 referto | Terek Groznyj | Stadio Centrale di Kazan' |

| San Pietroburgo 14 settembre 2012 8ª giornata | Zenit San Pietroburgo | 0 – 2 referto | Terek Groznyj | Stadio Petrovskij |

| Groznyj 22 settembre 2012 9ª giornata | Terek Groznyj | 0 – 3 referto | Lokomotiv Mosca | Achmat-Arena |

| Krasnodar 29 settembre 2012 10ª giornata | Kuban' | 2 – 1 referto | Terek Groznyj | Stadio Kuban' |

| Groznyj 5 ottobre 2012 11ª giornata | Terek Groznyj | 2 – 1 referto | Rostov | Achmat-Arena |

| Perm' 21 ottobre 2012 12ª giornata | Amkar Perm' | 0 – 1 referto | Terek Groznyj | Stadio Zvezda |

| Groznyj 28 ottobre 2012 13ª giornata | Terek Groznyj | 1 – 2 referto | CSKA Mosca | Achmat-Arena |

| Machačkala 4 novembre 2012 14ª giornata | Anži | 3 – 1 referto | Terek Groznyj | Stadio Dinamo |

| Groznyj 10 novembre 2012 15ª giornata | Terek Groznyj | 2 – 1 referto | Mordovija | Achmat-Arena |

| Krasnodar 19 novembre 2012 16ª giornata | Krasnodar | 3 – 0 referto | Terek Groznyj | Stadio Kuban' |

| Groznyj 24 novembre 2012 17ª giornata | Terek Groznyj | 1 – 0 referto | Alanija Vladikavkaz | Achmat-Arena |

| Nižnij Novgorod 1º dicembre 2012 18ª giornata | Volga Nižnij Novgorod | 1 – 1 referto | Terek Groznyj | Stadio Lokomotiv |

| Groznyj 9 dicembre 2012 19ª giornata | Terek Groznyj | 1 – 2 referto | Dinamo Mosca | Achmat-Arena |

| Mosca 10 marzo 2013 20ª giornata | Spartak Mosca | 3 – 1 referto | Terek Groznyj | Stadio Lužniki |

| Groznyj 17 marzo 2013 21ª giornata | Terek Groznyj | 0 – 0 referto | Rubin | Achmat-Arena |

| Groznyj 31 marzo 2013 22ª giornata | Terek Groznyj | 0 – 3 referto | Zenit San Pietroburgo | Achmat-Arena |

| Mosca 6 aprile 2013 23ª giornata | Lokomotiv Mosca | 1 – 1 referto | Terek Groznyj | Stadio Lokomotiv |

| Groznyj 13 aprile 2013 24ª giornata | Terek Groznyj | 2 – 2 referto | Kuban' | Achmat-Arena |

| Rostov sul Don 22 aprile 2013 25ª giornata | Rostov | 0 – 3 referto | Terek Groznyj | Stadio Olimp-2 |

| Groznyj 27 aprile 2013 26ª giornata | Terek Groznyj | 2 – 1 referto | Amkar Perm' | Achmat-Arena |

| Chimki 4 maggio 2013 27ª giornata | CSKA Mosca | 1 – 0 referto | Terek Groznyj | Arena Chimki |

| Groznyj 12 maggio 2013 28ª giornata | Terek Groznyj | 1 – 0 referto | Anži | Achmat-Arena |

| Saransk 18 maggio 2013 29ª giornata | Mordovija | 1 – 1 referto | Terek Groznyj | Start Stadion |

| Groznyj 26 maggio 2013 30ª giornata | Terek Groznyj | 4 – 1 referto | Kryl'ja Sovetov Samara | Achmat-Arena |

### Kubok Rossii
| Nal'čik 25 settembre 2012 Sedicesimi di finale | Spartak-Nal'čik | 1 – 3 referto | Terek Groznyj | Respublikanskij stadion Spartak |

| Groznyj 31 ottobre 2012 Ottavi di finale | Terek Groznyj | 3 – 1 referto | Lokomotiv Mosca | Achmat-Arena |

| Rostov sul Don 18 aprile 2013 Quarti di finale | Rostov               | 0 – 0 (d.t.s.) referto | Terek Groznyj | Stadio Olimp-2 |
| \| \| \| \| \| \| Tiri di rigore 4 – 3 \| \|   |                      |                        |               |                |
|                                                |                      |                        |               |                |
|                                                | Tiri di rigore 4 – 3 |                        |               |                |

## Statistiche finali

### Statistiche di squadra
| Competizione    | Punti | In casa | In casa | In casa | In casa | In casa | In casa | In trasferta | In trasferta | In trasferta | In trasferta | In trasferta | In trasferta | Totale | Totale | Totale | Totale | Totale | Totale | DR |
| Competizione    | Punti | G       | V       | N       | P       | Gf      | Gs      | G            | V            | N            | P            | Gf           | Gs           | G      | V      | N      | P      | Gf     | Gs     | DR |
| --------------- | ----- | ------- | ------- | ------- | ------- | ------- | ------- | ------------ | ------------ | ------------ | ------------ | ------------ | ------------ | ------ | ------ | ------ | ------ | ------ | ------ | -- |
| Prem'er-Liga    | 48    | 15      | 9       | 2       | 4       | 21      | 17      | 15           | 5            | 4            | 6            | 17           | 23           | 30     | 14     | 6      | 10     | 38     | 40     | -2 |
| Coppa di Russia | -     | 1       | 1       | 0       | 0       | 3       | 1       | 2            | 1            | 1            | 0            | 3            | 1            | 3      | 2      | 1      | 1      | 6      | 2      | +4 |
| Totale          | -     | 16      | 10      | 2       | 4       | 24      | 18      | 17           | 6            | 5            | 6            | 20           | 24           | 33     | 16     | 7      | 11     | 44     | 42     | +2 |

### Andamento in campionato
| Giornata  | 1 | 2 | 3 | 4 | 5 | 6 | 7 | 8 | 9 | 10 | 11 | 12 | 13 | 14 | 15 | 16 | 17 | 18 | 19 | 20 | 21 | 22 | 23 | 24 | 25 | 26 | 27 | 28 | 29 | 30 |
| --------- | - | - | - | - | - | - | - | - | - | -- | -- | -- | -- | -- | -- | -- | -- | -- | -- | -- | -- | -- | -- | -- | -- | -- | -- | -- | -- | -- |
| Luogo     | T | C | T | C | T | C | T | T | C | T  | C  | T  | C  | T  | C  | T  | C  | C  | T  | T  | C  | C  | T  | C  | T  | C  | T  | C  | T  | C  |
| Risultato | N | V | P | V | V | V | V | V | P | P  | V  | V  | P  | P  | V  | P  | V  | N  | P  | P  | N  | P  | N  | N  | V  | V  | P  | V  | N  | V  |

Legenda:

Luogo: C = Casa; T = Trasferta. Risultato: V = Vittoria; N = Pareggio; P = Sconfitta.}